# Cornelius Castoriadis
Cornelius Castoriadis (in greco: Κορνήλιος Καστοριάδης; Istanbul, 11 marzo 1922 – Parigi, 26 dicembre 1997) è stato un filosofo, sociologo, economista, psicanalista e saggista greco naturalizzato francese.
Teorico dell'«autonomia politica», intesa come forma d'autodeterminazione giuridico-politica perseguita da ogni singolo costituente all'interno d'una determinata struttura sociale, Castoriadis fu tra i fondatori e principali animatori, tra la fine degli anni quaranta e la prima metà degli anni sessanta, del gruppo politico-filosofico marxista libertario di Socialisme ou Barbarie (e anche editore dell'omonima rivista), ideologicamente vicino al comunismo consiliarista. 
Tra i grandi pensatori del XX secolo, Castoriadis diede corpo, nel corso della sua vita, a un amplissimo e sofisticato sistema di pensiero, mirante a formare una vera e propria paideia moderna, articolato su d'una radicale analisi critica del pensiero marxista (che, dagli ultimi anni di Socialisme ou Barbarie in poi, abbandonò definitivamente), della filosofia ed epistemologia post-strutturalista, della psicanalisi lacaniana e dell'economia socialista. Le sue teorizzazioni sul concetto di autonomia, così come i suoi studi sulla natura e conseguente sviluppo delle istituzioni sociali, esercitarono una considerevole influenza sulla successiva formazione dei movimenti politici della sinistra extraparlamentare dagli anni sessanta in poi.

## Biografia
Castoriadis nasce a Istanbul nel 1922. Nello stesso anno la sua famiglia si trasferisce in Grecia, ad Atene, dove trascorre la giovinezza fino al termine dei suoi studi universitari. Raggiunge la Francia nel 1946. Diventa economista presso l'Organizzazione per la cooperazione e lo sviluppo economico (OCSE) dal 1948 al 1970.
Nel 1964 diventa membro della scuola freudiana di Parigi, fondata da Jacques Lacan, al quale si oppone a partire dal 1967.

Nel 1968 sposa Piera Aulagnier.

Nel 1969, lascia la scuola freudiana. Partecipa alla formazione del “Quarto gruppo”. Intraprende una seconda analisi didattica con Jean-Paul Valbrega e comincia a esercitare come analista nel 1973.
S'interessa inoltre alla ricerca filosofica. Alla fine degli anni '70, scrive su Topique, partendo dal libro Un destin si funeste, un lungo articolo critico del pensiero strutturalista, da Michel Foucault a Roland Barthes, da Louis Althusser a Gilles Deleuze e Félix Guattari.
Nel 1980 viene nominato direttore di ricerca presso l'École des Hautes Études en Sciences Sociales di Parigi.
Muore il 26 dicembre 1997.

## Filosofia[1]

### Due ontologie
Il suo concetto chiave è la distinzione tra due «ontologie», intese come modi d'essere:
- L'ontologia Insiemista-Identitaria
- L'ontologia Storico-Sociale.

Per esempio:
La mucca è un mammifero (significa che la mucca appartiene all'insieme dei mammiferi).
Castoriadis distingue tra due sensi del verbo essere, «appartenere a un sottoinsieme» o «stringere delle relazioni con il Tutto». Quando un membro di una certa tribù dice “mio nonno è un puma”, il verbo essere non ha qui lo stesso significato che nella frase «la mucca è un mammifero». In un caso, la mucca appartiene all'insieme dei mammiferi, nell'altro mio nonno, la mia tribù e io stesso «intratteniamo le stesse relazioni con il Tutto» che intrattengono i puma.
Quando un cristiano dice che l'ostia consacrata «è» il corpo di Cristo, egli sa bene che questa non sia una divinità, ma vuol dire che, dopo la consacrazione, quest'ostia stringe con il Tutto la stessa relazione che ha il suo dio; mangiando quel frammento, il fedele entra in comunione con Dio, indipendentemente dalle caratteristiche molecolari del frammento. Ciò illustra il modo d'essere storico-sociale.
Altro esempio:
Le galassie appartengono allo stesso insieme d'esseri, una galassia può morire, ma può anche nascere un'altra galassia avente le stesse regole di funzionamento. Questo non avviene affatto nel caso dell'essere di tipo storico-sociale: l'impero romano è morto, non rinascerà mai un altro impero avente lo stesso funzionamento e lo stesso destino; e non serve a niente definire un «impero» tramite la sua appartenenza all'«insieme degli imperi», non vi sono che imperi distinti nel tempo e nello spazio, indefinibili con un insieme esaustivo di proprietà comuni. Tutte le istituzioni umane e tutte le psiche possiedono questa caratteristica ontologica.

### Immaginario sociale
Il mutamento sociale implica delle discontinuità radicali che non possono essere comprese in termini di cause deterministiche presentate come sequenza di avvenimenti. Il mutamento emerge attraverso l'immaginario sociale. Ogni società costruisce il proprio immaginario: istituzioni, leggi, tradizioni, credenze e costumi. Seguendo il percorso tracciato dai suoi libri, è possibile trovare diversi esempi:
- gli italiani giudicano ridicole, cafone o addirittura ripugnanti certe abitudini culinarie dei vicini francesi: questi mangiano rane, lumache, gli inglesi mangiano dei pisellini di color verde fluorescente, fanno bollire il cosciotto con la marmellata. Allo stesso modo, percepiscono il linguaggio dei francesi come costituito da suoni troppo forti, rozzi, gutturali; tuttavia tutti i neonati hanno innegabilmente gli stessi organi per udire e per parlare!
- a uno stadio più complesso, in ciascuna civiltà, la scala delle pene è differente, risultato di un processo di costruzione, con dei confronti spesso sorprendenti all'interno o all'esterno della civiltà, ma il risultato è chiaro, la scala delle pene riflette i valori di una civiltà, e ciò senza che vi sia alcun semplice meccanismo deterministico di costruzione.

### Qualche considerazione storica
Ne deriva un certo numero di semplici conseguenze, per esempio su dei problemi del secolo scorso:
- il campo storico-sociale non può essere regolato da un determinismo storico e materialistico, perché questo concetto appartiene all'ontologia insiemista-identitaria.
- Allo stesso modo, sarebbe fuori luogo affermare che l'esperienza sovietica fu la realizzazione sbagliata di un'idea giusta.

Secondo Castoriadis, nell'ambito delle istituzioni umane, non esistono modelli teorici, non esiste che una realizzazione che si produce nel tempo, al seguito di milioni di decisioni particolari e di singole condotte individuali; in caso di fallimento, non si può far ripartire il meccanismo da zero, non si rigioca la partita come in un flipper, non c'è nessun "bonus” che possa essere assegnato allo stesso giocatore, ma solo un "game over"; si lascerà irrevocabilmente il posto ad altre istituzioni e ad altre esperienze sociali. Parimenti, il modo di produzione capitalistico e il suo universo di sfruttamento non sono delle incarnazioni degenerate di una teoria del mercato in verità buona, queste non sono che creazioni immaginarie che finiranno per crollare, nessun governo potrà mai dire: “ricominciamo con il capitalismo, ma senza fare gli stessi errori del passato!”

### Eteronomia e autonomia
Castoriadis insiste sull'esistenza e la necessità di una pratica: il progetto di autoemancipazione autonoma. Secondo lui, fino a ora le società sono state eteronome, esse hanno costruito il loro immaginario: istituzioni, leggi, tradizioni, credenze e costumi, attribuendole a qualche autorità esterna alla società: Dio, gli avi, la necessità storica; ciò significa che le società eteronome non si rendono conto che le istituzioni sono auto-costruite. Castoriadis pensa che l'umanità non potrà sfuggire alla catastrofe se non:
1. riconoscendo il carattere autonomo delle istituzioni immaginarie
2. e avendo l'esplicita volontà di autoistituirsi e di autoemanciparsi.

In questo senso la sua alternativa (socialismo o barbarie) avrebbe potuto altrettanto bene chiamarsi emancipazione autonoma o barbarie.

## Opere

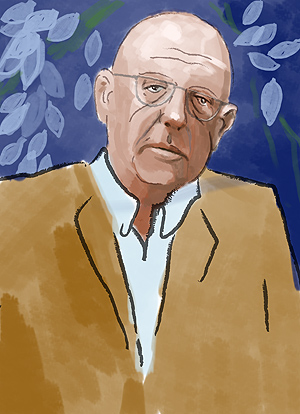
Ritratto di Castoriadis

- Socialisme ou barbarie - Parma, Guanda, 1969 (la traduzione italiana reca il titolo dell'originale francese)
- La Société bureaucratique en 2 tomes: Les Rapports de production en Russie et La Révolution contre la bureaucratie – 1973 (“La società burocratica”, in 2 tomi: “I rapporti di produzione in Russia” e “La rivoluzione contro la burocrazia”)
- L'Expérience du mouvement ouvrier en 2 tomes: Comment lutter et Prolétariat et organisation – 1974 (“L'esperienza del movimento operaio” in 2 tomi: “Come lottare” e “Proletariato e organizzazione”)
- L'institution imaginaire de la société – 1975 ("L'istituzione immaginaria della società”)
- Les Carrefours du labyrinthe – 1978 (“L'incrocio del labirinto”)
  - Domaines de l'homme (Les carrefours du labyrinthe II) – 1986 (“Dominio dell'uomo” – “L'incrocio del labirinto II”)
  - Le Monde morcelé (Les carrefours du labyrinthe III)  - 1990 (“Il mondo frazionato” – “L'incrocio del labirinto III”)
  - La Montée de l'insignifiance (Les carrefours du labyrinthe IV) – 1996 (“L'ascesa dell'insignificanza”)
  - Fait et à faire (Les carrefours du labyrinthe V) - 1997 (“Fatto e da fare” – “L'incrocio del labirinto V”)
  - Figures du pensable (Les carrefours du labyrinthe VI) - 1999 (“Figure del pensabile” – “L'incrocio del labirinto VI”)
- Le Contenu du socialisme – 1979 (“Il contenuto del socialismo”)
- Capitalisme moderne et révolution en 2 tomes – 1979 (“Capitalismo moderno e rivoluzione”, 2 tomi)
- Devant la guerre en 2 tomes - 1981 et 1983 (“Di fronte alla guerra”, 2 tomi)
- Sur le politique de Platon – 1999 (“Sulla ‘politica’ di Platone”)
- Sujet et vérité dans le monde social-historique, Séminaires 1986 1987, La création humaine 1 – 2002 (“Soggetto e verità nel mondo storico-sociale”)
- Ce qui fait la Grèce, 1. D'Homère à Héraclite, La création humaine 2 – 2004 (“Ciò che fa la Grecia”)
- Une société à la dérive, entretiens et débats 1974-1997 – 2005 (“Una società alla deriva, colloqui e dibattiti 1974-1997”)
- La rivoluzione democratica, Elèuthera, Milano, 2001, ISBN 88-85060-55-2
- Finestra sul caos. Scritti su arte e società, Elèuthera, Milano, 2007, ISBN 9788889490389
- L'epoca del conformismo generalizzato (1989) ; Antropologia, filosofia, politica (1989) ; La democrazia come procedura e come regime (1996), in Francesco Bellusci, Castoriadis: fine della filosofia? Tre saggi sulla crisi del pensiero e della politica, Asterios, Trieste 2012